# Rynkeby Foods
Rynkeby Foods er Danmarks største producent af juice og saft. Virksomheden har hovedsæde i Ringe på Midtfyn, beskæftiger 243 ansatte og omsætter for 974,3 mio. kr. (2015). Fra 1998 til 2016 var Rynkeby ejet af Arla Foods, der i maj 2016 solgte virksomheden til tyske Eckes-Granini Group i Nieder-Olm, Rheinland-Pfalz. Ifølge regnskabet for første halvår 2016 fik Arla en ekstraordinær gevinst ved frasalget på 894 millioner kroner. Repræsentantskabet har truffet en principbeslutning om, at indtægter fra frasalg af datterselskaber skal overføres til Arlas ufordelte egenkapital. Ejerne af Arla får ikke udbetalt et udbytte af gevinsten ved frasalget af Rynkeby Foods.
Virksomheden blev grundlagt som Rynkeby Mosteri i 1934. Dagmar Andreasen, der var datter af grundlæggeren, var direktør fra 1953 til 1986. 
Rynkeby sidder på 65% af markedet for juice og 70% af markedet for saft i Danmark.

## Fusioner
Den nuværende virksomhed er et resultat af flere fusioner. I 1993 fusionerede Rynkeby mosteri med Ripella. Ripella var et resultat af en fusion i 1989 mellem RIMI og Apella.

## Ekstern henvisning
- Rynkeby Foods' hjemmeside

55°14′0.5″N 10°28′26.5″Ø / 55.233472°N 10.474028°Ø